# Ophiacodon
L'ofiacodonte (gen. Ophiacodon), il cui nome significa "dente di serpente", è un genere estinto di sinapside ofiacodontide vissuto tra il Carbonifero superiore e il Permiano inferiore, in Nord America e forse anche in Europa. Il genere è stato nominato insieme alla sua specie tipo, O. mirus, dal paleontologo Othniel Charles Marsh, nel 1878, e attualmente comprende altre cinque specie. Come tutti gli ofiacodontidi, l'Ophiacodon è uno dei sinapsidi più basali ed è vicino alla linea evolutiva che porta ai mammiferi.

## Descrizione

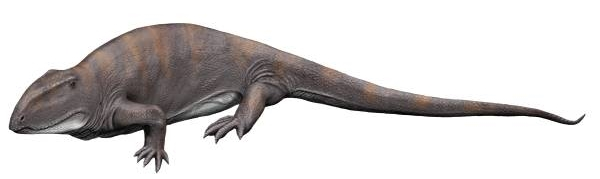
Ricostruzione di Ophiacodon mirus

Ophiacodon aveva un teschio grande con un muso profondo. Il cranio era più lungo di qualsiasi altro sinapside evoluto, raggiungendo la lunghezza massima di 50 centimetri (20 pollici). Le ganasce sono rivestite con molti piccoli denti. Era più grande della maggior parte degli altri tetrapodi (vertebrati dai quattro arti) del suo tempo, con una lunghezza che variava da 1,60 ai 3 metri (da 5,2 a 9,8 piedi) per un peso da 26 a 230 chilogrammi (57-507 libre) di peso.
Molti esemplari di Ophiacodon variano notevolmente in termini di dimensioni. Queste differenze in termini di dimensioni, una volta sono stati usate per distinguere le varie specie, ma oggi sono riconosciuti come variazioni ontogenetiche legate alle età degli individui. Le ossa più piccole hanno spesso uno sviluppo superficiale articolare rispetto alle ossa più grandi, il che implica che essi provengono da individui più giovani, mentre le ossa più grandi provengono dagli adulti. L'analisi istologica e l'anatomia microscopica delle ossa suggerisce che le differenze in termini di dimensioni rappresentano diversi stadi di crescita, piuttosto che specie diverse.

## Paleoecologia

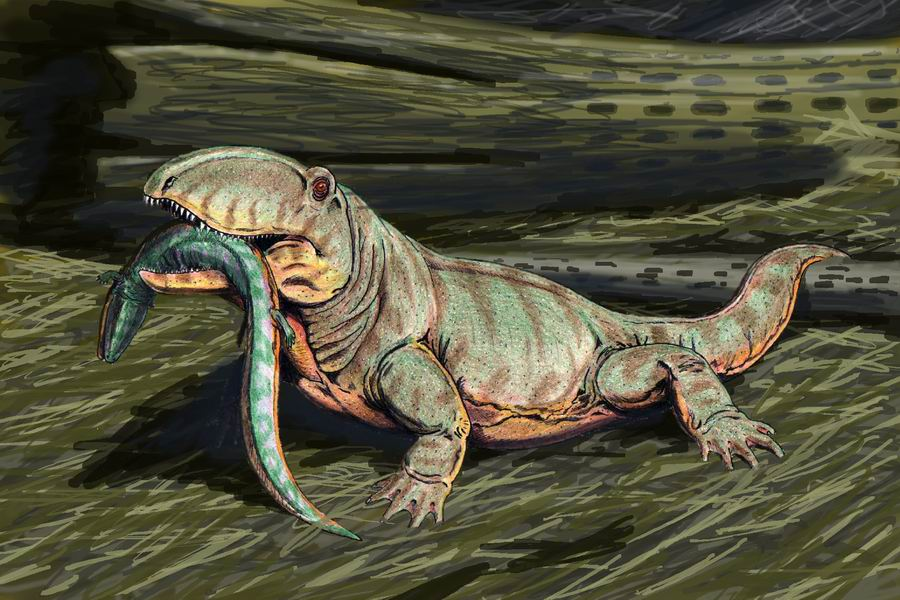
Ricostruzione di O. mirus, in uno stile di vita terrestre

Molto probabilmente Ophiacodon era un animale terrestre, sebbene più di una volta i paleontologi abbiano ipotizzato uno stile di vita semi-acquatico. Il primo a proporre un modello di vita semi-acquatico per Ophiacodon, fu il paleontologo Ermine Cowles Case, nel 1907, anche se ha poi respinto l'idea. Alcune caratteristiche anatomiche dell'animale come gli ampi artigli che sembravano essere adattamenti per pagaiare, mascelle sottili e numerosi piccoli denti, propongono che l'animale fosse almeno in parte adattato ad una vita semi-acquatica e che si nutrisse di pesci e altri animali dall'ossatura poco sviluppata, adattamenti che peraltro si riscontrano anche in molti altri tetrapodi secondariamente acquatici. 

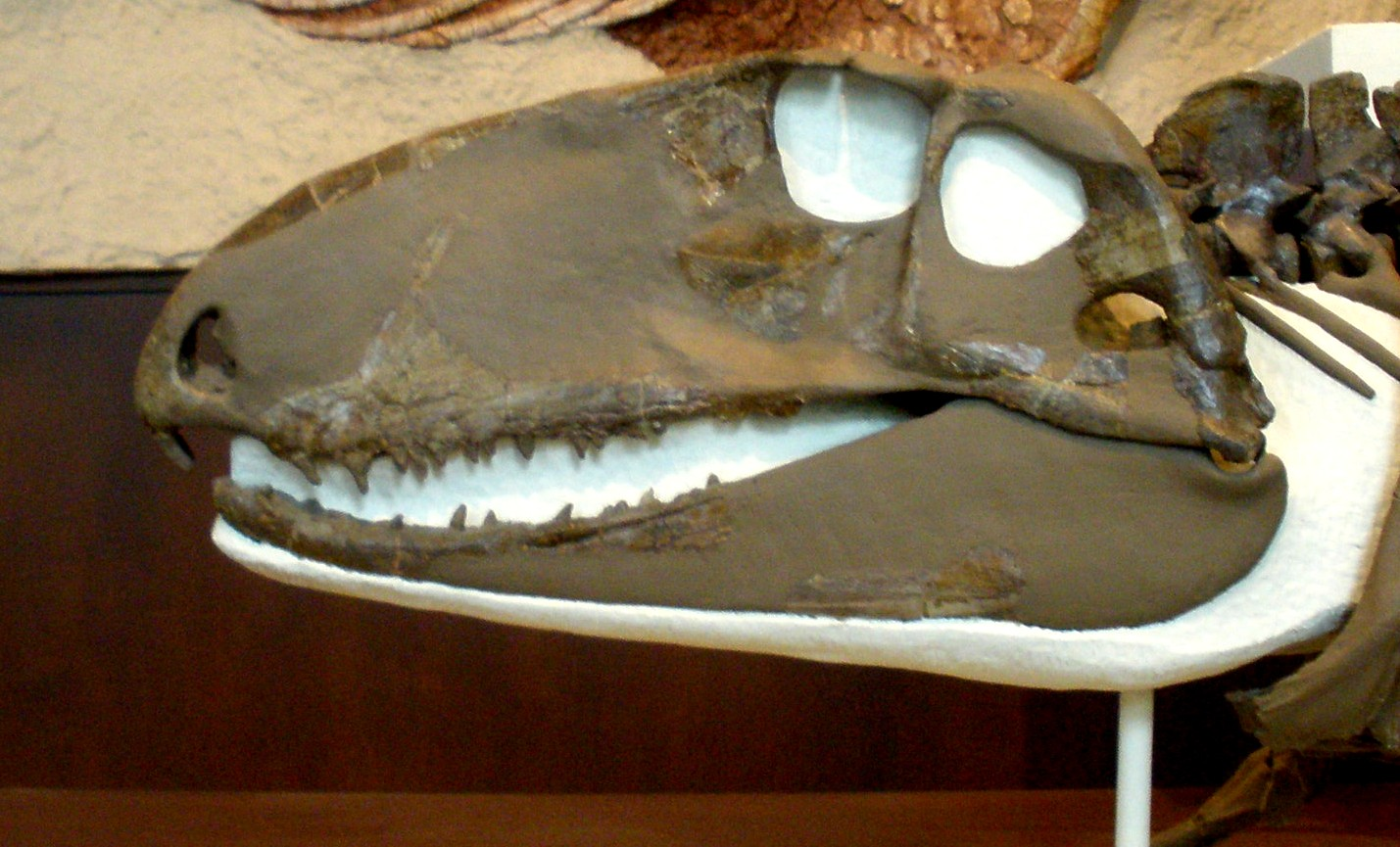
Cranio di O. retroversus

Nel 1940, i paleontologi Alfred Romer e Llewellyn Ivor indicarono le zampe posteriori più lunghe di quelle anteriori come un altro adattamento acquatico per Ophiacodon, presumibilmente perché gli arti posteriori avrebbero aiutato l'animale a spingersi attraverso l'acqua. Tuttavia queste caratteristiche non sono più pensate come una prova di uno stile di vita acquatico; per esempio, gli ampi artigli sono visti nella maggior parte dei primi tetrapodi, anche quelli noti per essere esclusivamente terrestri e le lunghe zampe posteriori di Ophiacodon non sarebbero state un mezzo efficace per la propulsione, poiché i piedi erano relativamente piccoli e avevano poca superficie per poter pagaiare. Analisi delle vertebre di Ophiacodon indica che l'animale era più probabile terrestre e trascorso poco tempo in acqua. Un'ulteriore modello di inferenza paleobiologica per il femore dell'animale suggerisce allo stesso modo uno stile di vita terrestre, sebbene la corteccia piuttosto spessa potrebbe suggerire uno stile di vita semi-anfibio, piuttosto che prettamente terrestre.
I vari scheletri di Ophiacodon mostrano un modello di crescita molto rapida, chiamato ossea fibrolamellare (FLB), suggerendo che l'animale fosse almeno parzialmente a sangue caldo. Il modello FLB si trova anche negli uccelli e nei mammiferi.

## Nella cultura di massa
Ophiacodon è una delle creature ottenibili nel gioco per android Jurassic World: il gioco; e in Jurassic World Alive